# Acton (Londres)
Pour les articles homonymes, voir Acton.
Acton est un district de la ville de Londres. Il est situé dans le borough d'Ealing, à une dizaine de kilomètres à l'ouest de Charing Cross. Il est encore subdivisé en North Acton, West Acton, East Acton, South Acton, Acton Green, Acton Town, Acton Vale et Acton Central.
Acton était à l'origine un village du Middlesex situé sur la principale route entre Londres et Oxford (Uxbridge Road (en)). Il a été rattrapé par la croissance urbaine de la capitale britannique et intégré dans le Grand Londres en 1965.

## Personnalités
- Kit Harington, acteur né à Acton en 1986 ;
- Elsie Maréchal-Bell (1894-1969), résistante anglo-belge ;
- Ethel Pedley (1859-1898), née à Acton, musicienne et romancière anglo-australienne.